# Río Cinca
Río Cinca är ett vattendrag i Spanien. Det ligger i den östra delen av landet, 400 km öster om huvudstaden Madrid.